# Arturo Parodi Station
Arturo Parodi Station är en forskningsstation i Antarktis. Den ligger i Västantarktis. Chile gör anspråk på området. Arturo Parodi Station ligger 983 meter över havet.
Terrängen runt Arturo Parodi Station är platt åt nordost, men åt sydväst är den kuperad. Trakten är obefolkad. Det finns inga samhällen i närheten. 